# Miguel de Lardizábal
Miguel de Lardizábal y Uribe (ur. 1744 w San Felipe de Tlaxcala, zm. 1823 w Bilbao) – hiszpański polityk, pochodzący z Nowej Hiszpanii.

## Życiorys
Urodził się 24 kwietnia 1744 w San Felipe de Tlaxcala w Meksyku. Pochodził z rodziny o baskijskich korzeniach. 1760 przeniósł się do Hiszpanii, ojczyzny swojego ojca i zamieszkał w Madrycie. Zdobył szerokie wykształcenie studiując m.in. na Uniwersytecie w Valladolid. Dzięki temu w Hiszpanii zajmował stanowiska związane z polityką zagraniczną. Nie popierał Godoya, który usunął go z zajmowanych stanowisk. Pracował w okupacyjnym rządzie Józefa Bonapartego, ale pozostał wierny królowi Ferdynandowi VII, którego podziwiał i z którym dzielił przekonania absolutystyczne. Ze względu na nie został przez Kortezy z Kadyksu skazany na śmierć. Po powrocie króla został mianowany ministrem do spraw Indii Zachodnich i przewodniczącym Królewskiej Kompanii Filipin, dopóki nie został oskarżony o nadmierne faworyzowanie interesów swojego kraju, a w konsekwencji zwolniony i uwięziony w Pampelunie. 